# Kiržačskij rajon
Il Kiržačskij rajon (in russo Киржачский район?) è un rajon dell'Oblast' di Vladimir, nella Russia europea, il cui capoluogo è Kiržač. Istituito il 10 aprile 1929, il rajon ricopre una superficie di 1.135 chilometri quadrati ed ospita una popolazione di circa 40.000 abitanti.